# Gałtaj
Gałtaj (ros. Галтай) – wieś (ułus) w Rosji, w Buriacji, w rejonie muchorszybirskim. W 2021 liczyła 384 mieszkańców.